# Асикага Ёсихару
Асихага-но Ёсихару (яп. 足利義晴; 2 апреля 1511 — 20 мая 1550) — 12-й сёгун (сэйи-тайсёгун) Японии из рода Асикага.

## Биография
Асихага Ёсихару правил с 1521 по 1546 год в конце периода Муромати и был сыном 11-го сёгуна, Асикага Ёсидзуми.
После того, как 10-й сёгун, Асикага Ёситанэ в борьбе за власть в сёгунате потерпел поражение от полководца Хосокава Такакуни в 1521 году и был вынужден бежать на остров Авадзисима в Осакском заливе, Асикага Ёсихару был номинально поставлен сёгуном, являясь по сути марионеткой в политических интригах могущественных клик. Не обладая никакой политической властью и вынужденный постоянно покидать столицу страны Киото, в 1546 году он во время политической распри между Миюси Нагаёси и Хосокавой Харумото передаёт сёгунат своему старшему сыну, Асикага Ёситэру, ставшему, таким образом, 13-м сёгуном Асикага. Другой его сын, Асикага Ёсиаки, при поддержке полководца Ода Нобунага, становится в 1568 году 15-м сёгуном Асикага.
Во время сёгуната Асикага Ёсихару, в 1542 году, к берегам Японии в результате случайного отклонения от курса подошёл португальский корабль, следовавший в Китай. Это был первый, исторический контакт между Японией и Европой.